# 心身並行説

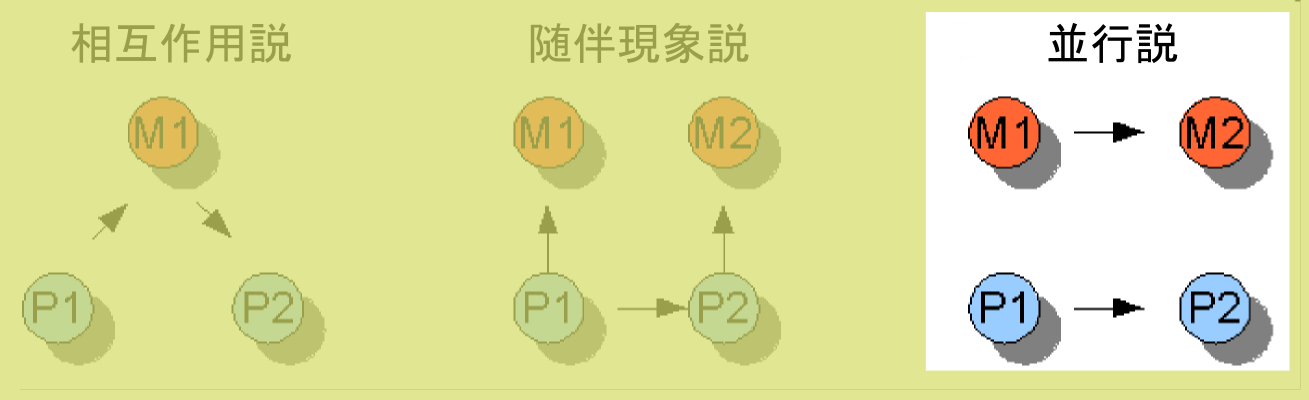
並行説の説明。左からそれぞれ相互作用説、随伴現象説、並行説。Pは物理的(Physical)なものの状態、Mは心的(Mental)なものの状態を表す。

心身並行説（しんしんへいこうせつ、英: Psycho-Physical Parallelism）または単に並行説は、心身問題に関する考え方の一つで、この世には心的なものと物的なもの、という全く異なる二種類のものがあり（二元論）、かつその両者は相互作用せずに並行して進行している、とする考え方のこと。
ライプニッツは、物質と心は全く相互作用しないが、それぞれの変化が調和するようにあらかじめ神によって定められているとした（予定調和説）。
マルブランシュの機会原因論では、物質と心は互いに影響を与えないが、神の介入により相互作用しているように振る舞う。例えば体に傷を負った場合、神はその怪我に気づき、心に痛みを感じさせる。心が物を掴みたいと思ったとき、神はその人の手を動かす。
スピノザは、神が唯一の実体であり無限の属性をもち、物質や心も神の二つの表現だとした。この見方では心身は独立して並行しているが、本質としては一つである。
心身並行説に対比される考え方として、心的なものと物的なものがお互いに影響を及ぼしあっているという相互作用説、そして心的なものは物的なものに完全に付随して生まれているという随伴現象説がある。